# Coffea montis-sacri
Coffea montis-sacri là một loài thực vật có hoa trong họ Thiến thảo. Loài này được A.P.Davis mô tả khoa học đầu tiên năm 2001.